# Sierra de la Ventana (ville)
Pour les articles homonymes, voir Sierra de la Ventana.
Sierra de la Ventana est une localité argentine située dans le partido de Tornquist, dans la province de Buenos Aires.

## Démographie
La localité compte 2 165 habitants (Indec, 2010), ce qui représente une augmentation de 42,99 % par rapport au recensement précédent de 2001 qui comptait 1 514 habitants.

## Transports
Cette région montagneuse est située à 47 km de la ville de Tornquist, à 42 km de Coronel Pringles par une route de gravier ou à 95 km par la route, à 125 km de la ville de Bahía Blanca, à 556 km de la ville de Buenos Aires. On y accède depuis la route provinciale 76, par la route provinciale 72 (à 12 km). L'option depuis Buenos Aires est de prendre la route nationale 3 jusqu'à Azul, où l'on prend la route provinciale 51, puis de continuer vers le sud en optant pour la route provinciale 76, ou de continuer jusqu'à la route provinciale 72 et de passer par la localité de Saldungaray.
Depuis Buenos Aires, il est possible de se rendre à Sierra de la Ventana en prenant un bus qui part de la gare de Retiro tous les jours sauf le samedi. La localité de Tornquist, située à une cinquantaine de kilomètres de Sierra, est accessible en train depuis l'Estación Constitución, selon certains jours et horaires, grâce à un service assuré par la compagnie Trenes Argentinos. Le service ferroviaire qui passait par Cnel Pringles, Saldungaray, Laprida et Sierra de la Ventana a été suspendu en 2016 et désactivé en mars 2018, en raison de la liquidation de Ferrobaires.
La gare de Sierra de la Ventana a été transformée en un grand musée construit par son dernier chef, de tradition ferroviaire.